# Історія Брідщини

Бродівчани у 1990 р.

Бродівський район

## Первісна історія
На території Бродівського району знайдено досить значну кількість археологічних пам'яток з крем'яних виробів, які датуються добою пізнього палеоліту (40-11 тисяч років від наших днів). Особливо багато їх в басейнах річок Ікви й Суховилки.
Різке збільшення кількості населення та значне освоєння території Бродівщини припадає на першу половину 1 тис. до н. е. Воно пов'язане з життям племен Висоцької культури (назва походить від села Висоцьке) XI—VI ст. до н. е. Племена цієї культури досить густо заселяли південно-східну частину Львівщини. Певним демографічним та історичним центром Висоцької людності була центральна частина Бродівщини: околиці Ясенова, Лугового, Конюшкова, Висоцька та ін. Можливо, що саме тут вони створили стабільні племінні та соціально-економічні структури. Це був період найвищого піднесення Бродівщини, її своєрідний «золотий вік» під кінець первісної епохи.

## ПеріодКиївської Русі
Особливо густо територія Бродівщини заселялася у слов'янські та давньоруські часи. Пам'ятки цього часу виявлені в околицях Бродів, Підкаменя, сіл Маркополя, Дудина, Попівців, Накваші, Лугового, Пеняк, Голоскович, Заболотців, Лешнева і т. д. Найважливішою пам'яткою з них є городище Пліснесько в с. Підгірцях. Воно згадується в літописі під 1188 і 1233 роками та у «Слові о полку Ігоревім». Масове заселення Бродівщини було зумовлене вигідним географічним розташуванням району. Він розташований на перехресті важливих стародавніх шляхів. Через Перемиль (30 км на північ від Бродів) проходив один з найважливіших в часи Київської Русі шляхів, який з'єднував місто Володимир з Києвом. У Перемилі від цього шляху виходило відгалуження, яке йшло через Броди, Пліснеськ, далі на Галич і до прикарпатських солеварень.
У 1241 році територія краю була спустошена татарськими ордами хана Батия.

## У складіРечі Посполитої
У середині XIV ст. між польськими і литовськими феодалами почалася боротьба за волинські землі (до яких входила Бродівщина).
Наприкінці XV ст. Бродівщину остаточно захопила шляхетська Польща. З цього часу Броди і каземати Бродівської фортеці, довколишні населені пункти належали представникам магнатських родин Сененських, Каменецьких, Жолкевських гербу Любич, Конецпольських, Собеських, Потоцьких та інших. В період 30 — 40-их років XVII ст. на кошти великого коронного гетьмана Речі Посполитої Станіслава Конецпольського, під керівництвом архітектора Андреа дель Акви, за проектом французького інженера Боплана, будуються Бродівський та Підгорецький замки, які збереглися до наших днів і є архітектурними пам'ятками державного значення. В період національно-визвольної війни під проводом Б. Хмельницького козацькі війська, підтримані селянами з навколишніх сіл, захопили місто Броди та впродовж 8 тижнів тримали в облозі Бродівський замок. Напередодні Берестецької битви на території Бродівщини відбулося ряд сутичок між козацькими і польськими військами. З того часу походить козацька могила біля с. Шнирів.

## У складіАвстрії
Після трьох поділів Польщі Бродівщина відійшла до монархії Габсбургів (з 1804 — Австрійська імперія, з 1867 — Австро-Угорщина). Броди, як прикордонний пункт (між Росією і Австрією), отримало статус «вільного торгового міста». Впродовж 1779–1880 місто було одним з найбільших населених пунктів в Галичині (після Львова). Товарообіг Бродів в деяких роках перевищував товарообіг Галичини разом із Львовом. Місто називали «складом товарів Заходу і Сходу», «Трієстом на суходолі». Через великий відсоток єврейського населення (близько 70%) за Бродами закріпилася ще одна назва — «Галицький Єрусалим». Розвиток торгівлі не сприяв промисловому розвитку краю і лише після скасування вільноторгового привілею відбувається переорієнтація економіки, розвиваються промислові підприємства.
У 1866 році як адміністративну одиницю утворено Бродівський повіт.

## ПеріодПершої світової війни
Перша світова війна (1914—1918 рр.) принесла на Бродівщину великі спустошення і руйнування. Це було зумовлено тим, що починаючи з перших днів війни на австро-російському фронті (6 серпня 1914 р.), ця територія майже повністю перебувала в зоні бойових дій. Фронтова лінія тричі переходила через територію Бродівського повіту: на початку серпня 1914, у червні 1915 і липні 1916 років.

## Період Другої Речі Посполитої
У 1919—1939 роках Бродівський повіт належав до Тернопільського воєводства. У міжвоєнний період тут виникає цілий ряд українських товариств, організацій і кооперативів. Найактивнішим культурно-просвітницьким товариством була філія «Просвіти», яка відновила свою діяльність у Бродах 11 вересня 1922 року. За короткий час у більшості сіл Бродівського повіту були організовані читальні «Просвіти», які гуртували навколо себе велику кількість селян. Великою популярністю користувалися також інші національні товариства: «Союз українок», «Рідна школа», «Міщанське братство», товариство українських студентів «Смолоскип», спортивно-пожежне товариство «Луг», український спортивний клуб «Богун». Окрім культурно-просвітницького життя на Бродівщині активно розвивалися господарські товариства, спілки і кооперативи. Такими були товариство «Сільський господар», районові молочарні, кооператив «Сила» і т. д. Кордон між Австро-Угорщиною та Російською імперією неподалік Бродів.

## Радянськавлада
У вересні 1939 р. Червона Армія зайняла Західну Україну. Польська влада була повалена, але на зміну одному окупаційному режиму прийшов інший, ще жорстокіший. Всупереч обіцянкам, почалася активна антинаціональна і атеїстична політика. Усяке політично-національне життя придушувалося силою.
Перший удар був спрямований проти провідних діячів українських організацій і товариств. Закривались читальні і бібліотеки, перестали виходити популярні часописи і журнали. Наприкінці 1939 р. почалися арешти бродівчан, які вели роботу або були активними членами в «Просвіті», «Лугах», «Союзі українок», «Рідній школі» і т. д.

### Колективізація
Колективізація 1940 року принесла нові жертви, переважно із селян. Йшла так звана боротьба з куркулями, а насправді — фізичне знищення господаря, селянина, пограбування села. Одночасно з арештами розпочалися масові вивезення на Сибір. За цей короткий час 1939 −1941 рр. радянська влада встигла показати методи свого владарювання: це розкуркулення, арешти і виселення, під час вступу — повний розгул терору, після якого залишилися численні братські могили і гори понівечених трупів у тюрмах Львова, Дрогобича, Золочева та багатьох інших міст. пл. Ринок (світлина початку ХХ ст.)

### Періоднімецько-радянської війни
22 червня 1941 р. розпочалася німецько-радянська війна. Під Бродами відбулася велика танкова битва відома в історії як танкова битва в районі Луцьк — Дубно — Броди.
З перших днів окупації фашистська адміністрація розпочала репресії проти єврейського населення. У Бродах створюється «гетто». У 1943 р. всі його мешканці були розстріляні. Декілька тисяч жителів району вивезені на примусові роботи Німеччину.
Національне життя на Бродівщині гуртувалося навколо створеного восени 1941 р. Українського допомогового комітету(УДК). Єдиними дозволеними організаціями були Українські Освітні Товариства (УОТ), які перебрали функції передвоєнних читалень «Просвіти», гуртків «Рідної школи» та ін.
Восени 1942 р. організовуються військові вишколи членів ОУН на Бродівщині в околицях Корсова і Комарівки, Боратина, Черниці, біля Жаркова, Голубиці, Чепелів і Пеняків.
В південних районах Бродівщини організовуються польські озброєні боївки. Польські села нерідко служили базами для більшовицьких партизанів. Внаслідок більшовицької агітації між українським та польським населенням складаються напружені відносини, які згодом переросли у кровопролитну ворожнечу.
З початку весни 1944 р. воєнні дії розгорнулися на території Бродівського району, де протягом чотирьох місяців знаходилася лінія фронту. Радянська армія готувалася завдати рішучого удару, ціллю якого було визволення Львова. Цей наступ отримав назву Львівсько-Сандомирської операції.
З початком липня 1944 р., коли здеморалізовані німецькі частини ледь стримували натиск радянських військ, під Броди було перекинуто Українську дивізію СС «Галичина». Сформована в 1943 р. з українців-галичан, дивізія пройшла вишкільний курс в Ногаймері. Підпорядкована 13 танковому корпусові вона зайняла найнебезпечнішу ділянку фронту на лінії Монастирок-Ражнів-Голосковичі-Суходоли-Пониква. В результаті кровопролитних боїв вона разом з вісьмома німецькими дивізіями потрапила в оточення, так званий «Бродівський котел». Дивізія «Галичина» понесла великі втрати. Тільки одній четвертій частині її складу вдалося вирватися з оточення під Білим Каменем на Золочівщині.

## Післявоєнний період
Після завершення війни на Бродівщині встановлюється радянська влада. Внаслідок радянсько-польського договору про співробітництво з Бродівського повіту на колишні німецькі землі Польщі переселено майже всіх поляків.
Переважна більшість чоловічого населення була мобілізована в радянську армію. Активними темпами розпочалася колективізація на селі. За зв'язок з українським підпіллям та невиконання продзобов'язань значна кількість населення Бродівщини була піддана репресіям.
Брідська земля зробила значний внесок у національно-визвольну боротьбу 1940-50-их років. Уродженцями краю були заступник голови Генерального Секретаріату УГВР, ідеолог Петро Федун («Полтава»), окружний провідник Буковини Юліан Матвіїв («Недобитий»), командир ТВ «Золочівщина» Григорій Котельницький («Шугай»), командир охоронної боївки генерала УПА Романа Шухевича Михайло Заєць («Зенко», «Влодко») та багато інших відомих чи менш відомих діячів ОУН та вояків УПА, які віддали своє життя за Українську Державу.
Остання повстанська боївка на Бродівщині загинула 23 квітні 1954 р. у с. Лукаші в бою із відділом МДБ. Ім'я останнього повстанця, який загинув на території Бродівщини 20 жовтня 1954 р. у с. Нем'яч, Дубина Василь Прокопович («Вогник»), бойовик Золочівського надрайонного провідника «Лимана».
У 1959 році до складу району увійшов Підкамінський район. У 1962 році до складу району увійшов Олеський район

## Пам'ятки

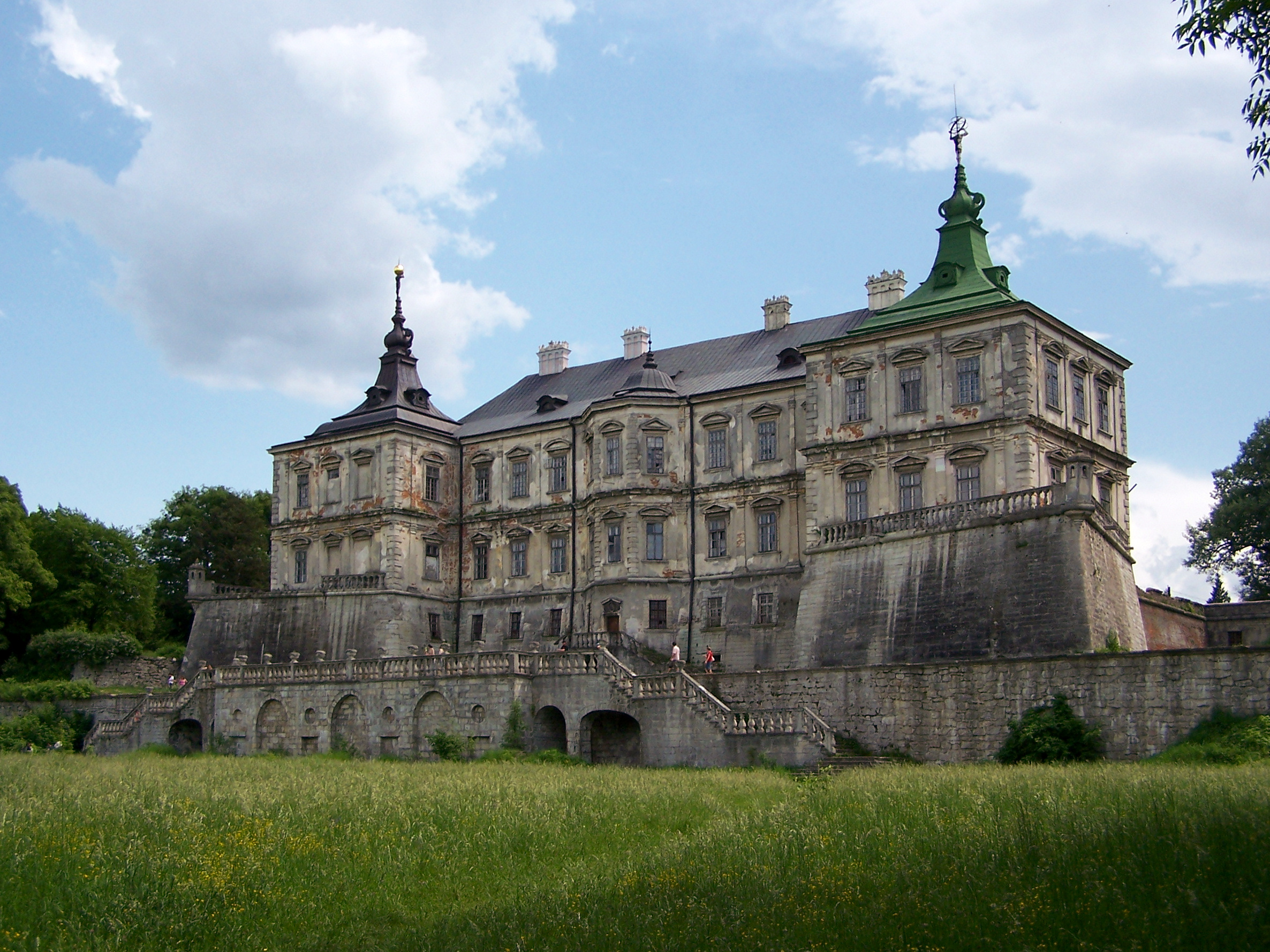
Підгорецький замок

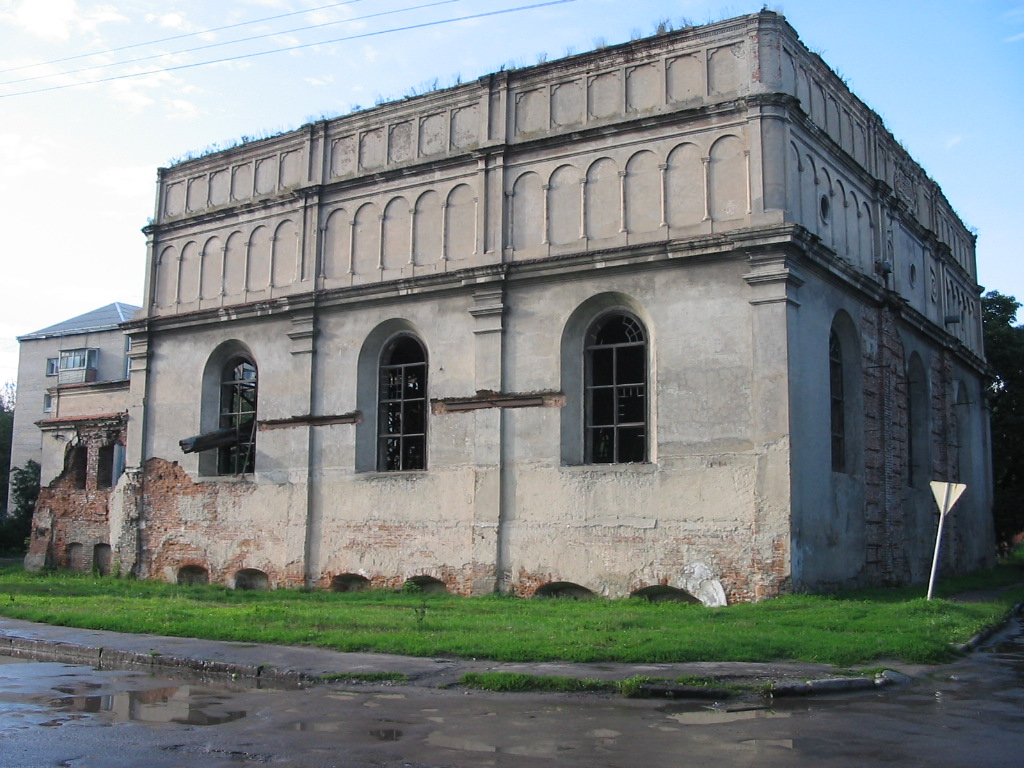
Руїна синагоги Броди(сер. XVIII ст.)

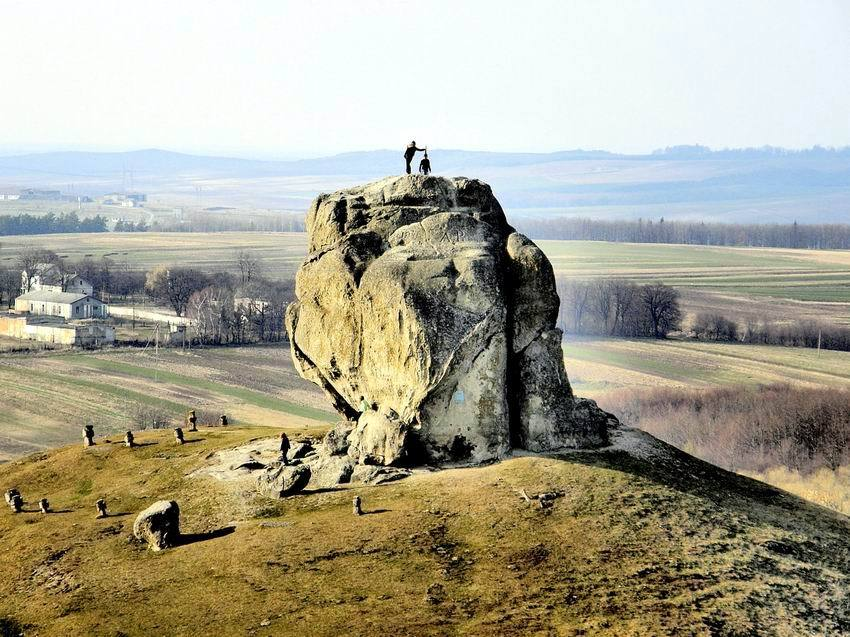
Скелястий велетень, Підкамінь

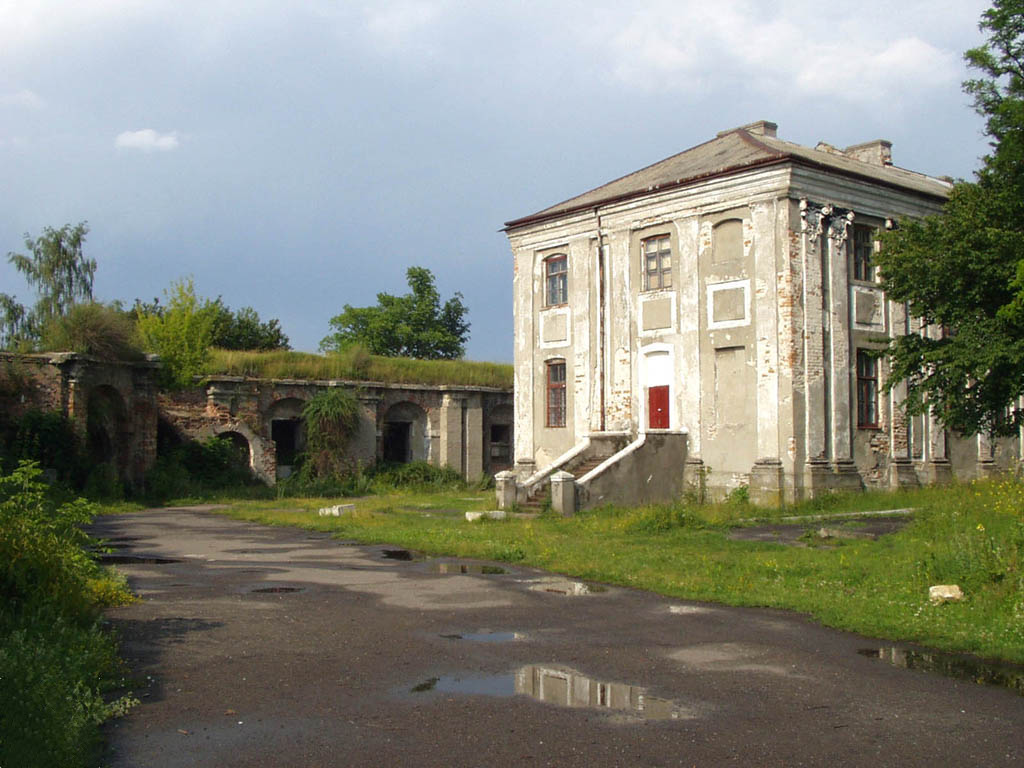
Палац Потоцького в Бродівському замку

На території Бродівського району знаходяться 24 пам'ятки архітектури державного та 48 місцевого значення.
Серед них слід відзначити в Бродах: залишки замку 1630—1635 рр. збудованого відомим французьким архітектором Гійомом Левассером де Бопланом на кошти тодішнього власника міста, великого коронного гетьмана Речі Посполитої Станіслава Конєцпольського. Підгорецький замок будувався у 1635—1640 рр. архітектором Бопланом як літня резиденція Станіслава Конєцпольського. Він вважається однією з найунікальніших пам'яток європейського мистецтва. До замкового комплексу входять: костел, заїжджий двір з сонячним годинником та замковий парк. Неподалік від замку знаходиться дерев'яна церква св. Михайла XVIII ст. та 400-літня липа. З цього часу в місті збереглась частина оборонного валу. 
Окремий інтерес представляють храмові споруди Бродів: церкви Воздвиження Чесного Хреста (колишній костел, збудований близько 1660 р.), Церква Різдва Пресвятої Богородиці (XVII—XVIII ст.), Святого Юра (XVII—XVIII ст.), Святої Трійці (сер. XVIII ст.). З історією єврейської культури пов'язані: руїна синагоги (сер. XVIII ст.) та єврейське кладовище (знаходиться в північній частині міста). В Бродах збережена також планувальна структура, яка дозволяє віднести наше місто до так званих «ідеальних міст», які розбудовувалися в пізньосередньовічній Європі. В місті збереглися оригінальні кам'яниці XVII—XX ст.
У Бродах діє історико-краєзнавчий музей, де зібрані цікаві матеріали з історії, архітектури та природи краю.
На території району відомими архітектурними комплексами є Підгорецький замок та оборонний монастир в Підкамені.
На хуторі Пліснисько, який є частиною села Підгірці, розташована унікальна пам'ятка археології Плісницьке городище — місце локалізації давньоруського міста з однойменною назвою. Поруч городища знаходиться Василіанський монастир XVII—XVIII ст.
монастир XVII—XVIII ст. у селищі Підкамінь. Селище Підкамінь славиться своїм оборонним монастирем збудованим в XVII—XVIII ст., який належав чернечому ордену о. домініканців. В архітектурний комплекс монастиря входять: споруда костелу, монастирські келії, оборонні мури та бастіони, коринфська колона зі статуєю Богородиці. В самому селищі знаходиться ряд цікавих каплиць. На цвинтарі збереглася частина надгробків на могилах о. домініканців.
Унікальною пам'яткою природи, яка розташована в с. Підкамінь є 17-ти метровий камінь — залишок морського рифу, який утворився бл. 25 млн років тому в результаті геологічних змін земної поверхні.
В напрямку міста Берестечка збереглось ряд цікавих пам'яток: це зокрема дерев'яний костел 1930х років в с. Язлівчик, палац графів Потоцьких XVIII ст. в с. Конюшків, козацькі могили 1651 р. біля с. Шнирів, оборонні вали та руїни костелу кол. Бернардинського монастиря в с. Лешнів.
Пам’ятник королівській дорозі на Бродівщині (поблизу села Гаї-Дітковецькі). Пам’ятник встановлений колишній дорозі між Великим князівством Литовським і Польським королівством, дорога від Старих Бродів до Кременця через Дітківці, Гаї-Дітковецькі, Дружбу (Дранчу), Лідихів. 
З пам'яток природи інтерес представляють три озера, так звані «Голубі вікна», що знаходяться на дорозі Ясенів-Жарків та скеля «Триніг» поблизу сіл Черниця та Переліски.

## Визначні діячі
З Бродівщиною пов'язані імена багатьох видатних людей, серед них:
- Тимофій Бордуляк — священик, учитель і письменник. Народився у с. Бордуляки;
- Леопольд Бучковський — відомий польський письменник, художник, різьбяр. Народився у с. Накваша;
- Олександр Вислоцький — сотник Січових Стрільців (київських), активний громадський діяч краю, голова повітового товариства «Луг», посол до польського сейму, засновник газети «Брідські вісті». Мешкав у с. Гаї-Дітковецькі. Закатований органами НКВС під час першої більшовицької окупації Західної України;
- Яків Головацький — вчений, літератор, один із членів «Руської трійці». Народився в с. Чепелі;
- Йосип Застирець — український письменник, вчений, громадський діяч. Народився на хуторі Романці (присілок с. Конюшків);
- Юзеф Коженьовський — відомий польський письменник-романтик і педагог. Народився на Старих Бродах;
- Євген Лисик — український театральний художник. Народився в с. Шнирів;
- Макс Маргулес — австрійський математик, фізик, хімік, метеоролог єврейського походження. Народився у Бродах. Він пов'язав кут нахилу поверхні розриву до площини горизонту з густиною (або температурами) та швидкостями повітряних мас при геострофічному русі, паралельному поверхні розриву та вивів це 1906 р. у своєму рівнянні, яке відоме як «рівняння Маргулеса»;
- Михайло Осадца — катехит, композитор, засновник і диригент хору «Боян», професор Бродівської гімназії;
- Антон Попель — відомий польський скульптор, педагог. Навчався у Бродівській гімназії;
- Йозеф Рот — австрійський письменник. Народився у Бродах. Випускник Бродівської гімназії;
- Іван Созанський — професор української мови у Бродській гімназії, історик, автор праці «З минувшини міста Бродів»;
- Мирон Тарнавський — генерал-четар, командуючий Українською Галицькою армією. Народився у с. Барилові; Бродівського повіту (нині — Радехівський район). Випускник Бродівської гімназії. Від 1921 р. і до кінця життя мешкав в с. Черниця;
- Іван Труш — видатний художник і публіцист, автор серії портретів діячів української культури (І. Франка, Лесі Українки, М. Лисенка). Народився у с. Висоцько. Його вважають майстром ліричного пейзажу;
- Степан Тудор — український письменник, публіцист і політичний діяч, філософ, доктор філософії. Народився в с. Пониква;
- Микола Туркевич — видатний український вчений у галузі хімії і фармації, доктор технічних і фармацевтичних наук, професор. Народився у с. Пониква;
- Петро Федун (Полтава) — заступник голови Генерального Секретаріату Української Головної Визвольної Ради, ідеолог УПА. Автор ряду публіцистичних та пропагандистських праць. Народився у с. Шнирів. Загинув у грудні 1951 р. в околицях с. Вишнів на Івано-Франківщині;
- Микола Федюк — український художник, педагог, уродженець с. Голубиця;
- Володимир Хронович — український дитячий письменник. Народився у Бродах;
- Василь Щурат — український поет, літературознавець, вчений та громадський діяч. У 1901—1907 рр. викладав українську мову і літературу у Бродівський гімназії;
- Василь Ящун — науковець, професор, перекладач, поет, який проживав у м. Пітсбург (США), народився у с. Шнирів.